# Stegen
Stegen település Németországban, azon belül Baden-Württembergben. Lakosainak száma 4646 fő (2023. december 31.).

## Népesség
A település népessége az elmúlt években az alábbi módon változott:
| Lakosok száma | 3945 | 4440 | 4469 | 4542 | 4564 | 4646 |
|               | 1975 | 2017 | 2019 | 2021 | 2022 | 2023 |